# Rita Arditti
Rita Arditti (Buenos Aires, 1934-Cambridge, 25 de diciembre de 2009) fue una bióloga, docente, activista y escritora argentina.
Se interesó por la historia de las Abuelas de Plaza de Mayo, investigaciones que editó en un libro en inglés en Estados Unidos, su país de residencia.

## Trayectoria

### Formación académica y docencia
Se mudó a Roma donde estudió biología logrando un doctorado en esa especialidad. Posteriormente se trasladó a Nápoles para ejercer su profesión en el laboratorio de ciencias de la Universidad Brandeis y en forma paralela en la Escuela de Medicina de la Universidad de Harvard.
Y se dedicó a la docencia universitaria en la Universidad de Boston y en los últimos 30 años de su carrera en la The Union Institute and University en donde colaboró con doctorandos.

### Activismo
Se dedicó al activismo de largo plazo, cofundó la librería New Words, el proyecto Womens Community Cancer  y Science for People. Además con otros autores escribió Test Tube Women: What Future for Motherhood, obra basada en las nuevas tecnología de reproducción y Ciencia y Liberación sobre política y ciencia.

### Derechos Humanos en Argentina
Se interesó por investigar los sucesos ocurridos en Argentina durante el gobierno de facto que gobernó dicho país entre 1976-1983. Volcó sus trabajos en investigaciones, libros y además realizó activismo político.
Se centró en las actividades de las Abuelas de Plaza de Mayo, leyó el libro Botín de Guerra publicado por dicha organización civil argentina y de esa obra se interiorizó por la apropiación de bebes realizada por el gobierno argentino de esa época. Y además aprovechando una visita de las Abuelas a la ciudad de Bostón, las conoció en persona, lo que le despertó el interés por conocer todo lo relativo a ellas. Y en varios viajes que Arditti realizó a Argentina visitó las oficinas de la organización. Todos estos conocimientos y experiencias los volcó en un libro publicado en 1993 titulado Searching for Life: The Grandmothers of Plaza de Mayo and the Dissapeared Children of Argentina que contó con el beneplácito de las Abuelas y fue editado por Univeristy of California Press. Fue la primera obra en inglés que trata sobre las Abuelas de Plaza de Mayo.

### Premios
El Centro de Políticas para la Mujer de Washington la galardonó con el premio Jessie Bernard Wise Woman, otorgado en 1994 y en 1999 la ciudad de Cambridge la galardonó con el premio Paz y Justicia y el Union Institute and University la nombró miembro facultativo emérito cuando cumplió los treinta años de trayectoria en esa institución.

## Vida personal

### Infancia
Sus padres fueron Jacques Arditti y Rosa Cordovero, quienes se conocieron en Argentina después de emigrar, cada uno por sus medios y en forma independiente, de Turquía. En el país sudamericano se casaron, ambos profesaban la religión judía sefardí, y tuvieron tres hijas Edith, Rita y Alicia. Posteriormente trajeron de Turquía a tres niños, primos hermanos de las niñas, y los seis niños, en especial los cinco mayores compartieron juntos muchas actividades, especialmente mirar películas los fines de semana.

### Matrimonio
Cuando cursaba en Barnard College conoció a Mario Muchnik, un argentino que estudiaba en la Universidad  de Columbia e iniciaron un intercambio de correspondencia. Posteriormente regresaron ambos a Argentina dispuestos a continuar sus estudios universitarios pero el desorden que imperaba en las universidades argentinas en ese entonces hicieron que se radicaran en Italia, y en la Universidad de Roma La Sapienza iniciaron doctorados, Arditti en biología y Muchnik en física. Y en Italia se casaron y en 1960 nació Federico, el hijo del matrimonio. Un año después ella completó su doctorado y consiguió trabajo en un laboratorio de Nápoles y se divorciaron.

### Cáncer de mama
Un cáncer de mama con metástasis de nivel 4 la afectó durante 30 años. Y este problema de salud la llevó a participar en diversas conferencias sobre esta temática y que la llevó a escribir un diario personal sobre el desarrollo de su enfermedad.
Y esta enfermedad finalmente provocó su deceso el 25 de diciembre de 2009 mientras le estaban practicando un procedimiento médico, su deceso fue rápido y tranquilo.